# Grammisgalan 2002
Grammisgalan 2002 hölls i Globen i Stockholm den 14 februari år 2002, och gällde 2001 års prestationer. Galan sändes i TV 4.

## Priser
- Årets album: A Camp A Camp
- Årets låt: Titiyo Come Along
- Årets artist: The Soundtrack of Our Lives Behind the Music
- Årets pop/rockgrupp: The Plan The Plan
- Årets kvinnliga pop/rockartist: Nina Persson/A Camp A Camp
- Årets manliga pop/rockartist: Lars Winnerbäck Singel
- Årets nykomling: Fattaru Fatta eld
- Årets hårdrock: Backyard Babies Making Enemies Is Good
- Årets klubb/dans: Spånka Nkpg Volume 1
- Årets hiphop/soul: Fattaru Fatta eld
- Årets dansband: Arvingarna Diamanter
- Årets jazz/blues: Magnus Lindgren & The Swedish Radio Jazz Group Paradise Open
- Årets visa/folk: Åsa Jinder Folkmusik på svenska
- Årets klassiska album: Eric Ericson Chamber Choir A Cradle Song - The Tyger
- Årets barnalbum: Cowboybengts Vi är Cowboybengts
- Årets textförfattare: Nina Persson
- Årets kompositör: Nina Persson och Niclas Frisk
- Årets producent: Tore Johansson, bl.a. för samarbetet med Titiyo
- Årets musikvideo: The Hives Main Offender
- Öppen kategori: Plura 50 En hyllningsplatta
- Juryns hederspris: Astrid Lindgren och Georg Riedel
- Juryns specialpris: Owe Thörnqvist